# Incendi d'Horta de Sant Joan
L'Incendi d'Horta de Sant Joan va ser un incendi forestal que es va iniciar el 20 de juliol de 2009 i va acabar afectant 1.140 hectàrees. El foc va afectar el nord del massís dels Ports de Tortosa-Beseit, a Horta de Sant Joan. Aquesta és una zona muntanyosa que abasta més de vuit-cents quilòmetres quadrats i que es troba a cavall de Catalunya, Aragó i el País Valencià.

## Evolució de l'incendi
El 20 de juliol al vespre es va declarar l'incendi al nord del massís dels Ports de Tortosa-Beseit, concretament al costat del torrent conegut com a barrancs dels Cubars, entre Horta de Sant Joan i Paüls. Aquella nit, l'incendi va cremar 10 hectàrees i amb l'absència de vent semblava que els bombers el podien controlar. El 21 de juliol a la tarda el foc es va revifar amb un reforçament de vent garbí que arribava als 80 km/h, i amb una humitat molt baixa, inferior al 20%. El foc va travessar el riu Canaletes i la carretera T-330 (d'Arnes a Prat de Comte), i va arribar a 1 km de la població de Horta de Sant Joan. El dia 22 de juliol el foc es va tornar a revifar a la vall del riu Canaletes i va avançar en direcció a Prat de Comte (Terra Alta), allunyant-se d'Horta de Sant Joan. Els bombers van aconseguir aturar l'avançada del foc a 3 km de Prat de Comte, però continuava cremant en llocs inaccessibles per terra. El dia 23 el vent es va calmar, el perímetre del foc va quedar estabilitzat i els bombers es van poder dedicar a remullar les zones cremades per evitar cap revifada. L'endemà al matí, els bombers van poder anunciar que el foc estava en fase de control. No va ser fins al dia 3 d'agost que es va poder considerar definitivament extingit l'incendi dels Ports.

## Causes de l'incendi
Primerament les investigacions van senyalar en les seves primeres resolucions que el foc va ser produït per un llamp, però aquesta versió va ser desmentida quan es van detenir dos sospitosos que encengueren una fogata al bosc provocant d'aquesta manera el foc.

## Conseqüències
Al segon dia de l'inici de l'incendi, el 21 de juliol de 2009, un canvi brusc en la direcció del vent va atrapar un grup de bombers del Grup de Reforç d'Actuacions Forestals (GRAF) entre un cingle i el barranc dels Cubars. L'operació de rescat no es va poder realitzar. Quatre dels sis bombers van morir i els altres dos van resultar greument ferits, un dels quals va morir al cap de pocs dies a l'Hospital de la Vall d'Hebron. Només un dels bombers del GRAF Lleida rescatats, Josep Pallàs, va aconseguir sobreviure a aquell accident.
El foc va cremar un total de 1140 hectàrees. D'aquesta superfície 587 hectàrees es trobaven dins del Parc Natural dels Ports, del qual representen un 1’4% de l'extensió total. Pràcticament la totalitat de la superfície cremada també formava part de la XARXA NATURA 2000 i d'una zona d'especial protecció de les aus (ZEPA).